# Libuše Macháčková-Pospíšilová
Libuše Macháčková-Pospíšilová (17. dubna 1892 Horoušany – ?) byla česká nakladatelka, redaktorka, spisovatelka a dramatička.

## Životopis
Rodiče Libuše byli František Pospíšil a Antonie Pospíšilová. Její manžel byl Ferdinand Macháček (6. 12. 1892 Chrudim – 18. 4. 1949 Praha), zemědělský odborník, novinář, redaktor a vydavatel zahradnické literatury, odborný publicista. Měli spolu syny Vladimíra Macháčka a Jiřího Macháčka.
Libuše Macháčková-Pospíšilová byla nakladatelkou/vydavatelkou a redaktorkou časopisů Hospodyňské listy, Vzory moderních ručních prací, Česká móda, Časopis pro dětské prádlo a šatstvo. Psala beletrii, byla autorka divadelních, loutkových her a příruček pro domácnost. Bydlela v Praze XII na adrese Mánesova 78.

## Dílo

### Próza
- Příběh Lenky Vlasákové: románek – Praha: Alois Neubert, 1924; 1926; 1930
- Pod koly života: šest povídek ze života malých lidí – Praha: František Ziegner, 1926; 1929
- Hřích paní July a jiné drobné črty – Praha: Hospodyňské listy, 1927

### Spisy
- Pomocnice v domácnosti: první ilustrovaná učebnice, praktický rádce pro pomocnici v domácnosti ve všech oborech jejích povinností i práv, práce i zábavy, zájmů přítomnosti i budoucnosti: na základě vlastních i cizích zkušeností – Praha: Česká grafická akciová společnost "Unie", 1927
- Kuchařské praktikum: Kuchařská kniha bez receptů – Praha: Hospodyňské listy, 1935; 1936
- Hospodyňka radí, jak čistit, spravovat, uklízet, prát, léčit se atd.: 800 domácích rad vyzkoušených za 20 let patnácti tisíci hospodyňkami – Praha: Josef Hokr, 1939

### Divadelní hry
- Jeho návrat: hra o třech jednáních – Praha: E. K. Rosendorf, 1928
- Svatební pilulky: (Petržílka a spol.): Fraška o jednom dějství – Praha: Evžen J. Rosendorf, 1932

### Loutkové hry
- Kašpárek a černá magie: veselohra o 4 jednáních a 2 proměnách – Praha: Jindřich Veselý, 1924
- Deset her ze soutěže 1926 – Historie soutěží na loutkové hry – Jindřich Veselý; Princezna Nafta – František Ptáček; Třístétřinácté dobrodružství detektiva Nosa – Jar. Havelka; Na dně mořském – Vlad. Zákrejs; Fištron – František Čech; Kašpárkův návrat – Frank Wenig; Kašpárek vždy ví si rady – Jaroslav Průcha; Nocleh v lese – Stanislav Zima; Car poustevník – Libuše Macháčková; Nesmrtelný Kašpárek – František Pacák; Kašpárek filmaří – František Čech. Praha: Jindřich Veselý, 1926
- Maharadžovo létadlo: veselohra o třech jednáních – Praha: Jindřich Veselý, 1929

### Nakladatelka/vydavatelka
- Hospodyňské listy: časopis věnovaný praktickým zájmům žen československých, racionálnímu vedení domácího hospodářství a životu rodinnému – Praha: 1924–1942
- Vzory moderních ručních prací – Praha: 1925–1931

### Jiné
- Vítězství: román – Ivan Kornauchov; [úvod napsala Libuše Macháčková]. Praha: Zemědělská knihtiskárna, 1936